# ماسيمو لوت
ماسيمو لوت (بالإيطالية: Massimo Lotti)‏ هو لاعب كرة قدم إيطالي، ولد في 7 مارس 1969 في فورميا في إيطاليا. لعب مع نادي بينيفينتو ونادي فينيزيا ونادي ليتشي.

## وصلات خارجية
- ماسيمو لوت على موقع قاعدة بيانات كرة القدم.إي يو (الإنجليزية)
- ماسيمو لوت على موقع عالم كرة القدم.نت (الإنجليزية)